# Limits.h
limits.h è l'header file della libreria standard del linguaggio di programmazione C dove sono presenti le definizioni delle caratteristiche di tipi di dato comunemente utilizzati. I valori dipendono dall'implementazione, ma potrebbero essere più grandi rispetto ai valori base specificati in un'implementazione C conforme agli standard.
Lo standard C99 specifica anche il file di intestazione <stdint.h>, che fornisce nomi e limiti per i tipi di dati interi indipendenti dalla piattaforma di dimensioni esplicite (ad esempio int32_t per un intero con segno a 32 bit).

## Costanti definite
La colonna "valore minimo dell'intervallo" contiene i minimi valori possibili per una costante di questo tipo, come specificato nella standard. In particolare, i valori _MIN sono i minimi valori rappresentabili nelle forme complemento a 1 (scarsamente utilizzato) e grandezza-segno. La maggior parte delle implementazioni avrà un intervallo più ampio per almeno alcuni di questi numeri, per esempio:
- Le implementazioni in complemento a 2 hanno SCHAR_MIN uguale a −128 (e allo stesso modo per tutti gli altri valori _MIN).
- Le implementazioni a 32 bit settano INT_MAX al valore +2 147 483 647 (lo stesso per INT_MIN e UINT_MAX)
- Le implementazioni che supportano Unicode setteranno MB_LEN_MAX come minimo a 4.
- Molti DSP hanno CHAR_BIT uguale a 16 o più  .

| Nome       | Descrizione                                                             | Valore tipico               | Valore tipico               | Valore minimo o massimo per lo standard ANSI                            |
| ---------- | ----------------------------------------------------------------------- | --------------------------- | --------------------------- | ----------------------------------------------------------------------- |
| CHAR_BIT   | Numero di bit in un byte                                                | 8                           | 8                           | ≥ +8                                                                    |
| SCHAR_MIN  | Valore minimo per signed char                                           | −128                        | −128                        | ≤ −127                                                                  |
| SCHAR_MAX  | Valore massimo per signed char                                          | +127                        | +127                        | ≥ +127                                                                  |
| UCHAR_MAX  | Valore massimo per unsigned char                                        | +255                        | +255                        | ≥ +255                                                                  |
| CHAR_MIN   | Valore minimo per char                                                  | −128                        | −128                        | ≤ −127 (se char è rappresentato come un signed char; altrimenti ≤ 0)    |
| CHAR_MAX   | Valore massimo per char                                                 | +127                        | +127                        | ≥ +127 (se char è rappresentato come un signed char; altrimenti ≥ +255) |
| MB_LEN_MAX | Lunghezza massima in byte di un carattere multibyte per tutte le lingue | varia, di solito almeno 4   | varia, di solito almeno 4   | ≥ +1                                                                    |
| SHRT_MIN   | Valore minimo per short int                                             | −32 768                     | −32 768                     | ≤ −32 767                                                               |
| SHRT_MAX   | Valore massimo per short int                                            | +32 767                     | +32 767                     | ≥ +32 767                                                               |
| USHRT_MAX  | Valore massimo per unsigned short int                                   | +65 535                     | +65 535                     | ≥ +65 535                                                               |
| INT_MIN    | Valore minimo per int                                                   | −2 147 483 648              | −2 147 483 648              | ≤ −32 767                                                               |
| INT_MAX    | Valore massimo per int                                                  | +2 147 483 647              | +2 147 483 647              | ≥ +32 767                                                               |
| UINT_MAX   | Valore massimo per unsigned int                                         | +4 294 967 295              | +4 294 967 295              | ≥ +65 535                                                               |
| LONG_MIN   | Valore minimo per long int                                              | compilatore 32 bit          | −2 147 483 648              | ≤ −2 147 483 647                                                        |
| LONG_MIN   | Valore minimo per long int                                              | compilatore 64 bit          | −9 223 372 036 854 775 808  | ≤ −2 147 483 647                                                        |
| LONG_MAX   | Valore massimo per long int                                             | compilatore 32 bit          | +2 147 483 647              | ≥ +2 147 483 647                                                        |
| LONG_MAX   | Valore massimo per long int                                             | compilatore 64 bit          | +9 223 372 036 854 775 807  | ≥ +2 147 483 647                                                        |
| ULONG_MAX  | Valore massimo per unsigned long int                                    | compilatore 32 bit          | +4 294 967 295              | ≥ +4 294 967 295                                                        |
| ULONG_MAX  | Valore massimo per unsigned long int                                    | compilatore 64 bit          | +18 446 744 073 709 551 615 | ≥ +4 294 967 295                                                        |
| LLONG_MIN  | Valore minimo per long long int                                         | −9 223 372 036 854 775 808  | −9 223 372 036 854 775 808  | ≤ −9 223 372 036 854 775 807                                            |
| LLONG_MAX  | Valore massimo per long long int                                        | +9 223 372 036 854 775 807  | +9 223 372 036 854 775 807  | ≥ +9 223 372 036 854 775 807                                            |
| ULLONG_MAX | Valore massimo per unsigned long long int                               | +18 446 744 073 709 551 615 | +18 446 744 073 709 551 615 | ≥ +18 446 744 073 709 551 615                                           |

## Esempio 1
```
#include
 
<stdio.h>

#include
 
<limits.h>

 

int
 
main
(
void
)
 

{

    
if
(
CHAR_MAX
 
==
 
UCHAR_MAX
)
 
{

        
printf
(
"Questa macchina utilizza di default il tipo unsigned char
\n
"
);

    
}
 
else
 
{

        
printf
(
"Questa macchina utilizza di default il tipo signed char
\n
"
);

    
}

    
return
 
0
;

}

```

## Esempio 2
```
#include
 
<limits.h>

#include
 
<stdio.h>

int
 
main
(
void
)

{

	
printf
(
"Il valore massimo di tipo int su questo sistema è %d
\n
"
,
 
INT_MAX
);

    
return
 
0
;

}

```